# Luis Rodríguez (Boxer, 1947)
Luis Rodríguez (* 15. März 1947) ist ein ehemaliger venezolanischer Boxer.

## Werdegang
Luis Rodríguez nahm bei den Olympischen Sommerspielen 1972 in München im Leichtgewichtsturnier teil. Dort schied er, nach einem Freilos in Runde 1, in seinem Zweitrundenkampf gegen den Türken Eraslan Doruk aus.